# Alexander W. Gregg
Alexander White Gregg, född 31 januari 1855 i Centerville i Texas, död 30 april 1919 i Palestine i Texas, var en amerikansk politiker (demokrat). Han var ledamot av USA:s representanthus 1903–1919.
Gregg är begravd på East Hill Cemetery i Palestine i Texas.